# The Elder Scrolls I: Arena
The Elder Scrolls I: Arena is een videospel ontwikkeld door Bethesda Softworks, en uitgebracht in 1994 voor MS-DOS. Het is het eerste spel in de beroemde The Elder Scrolls-serie. In 2004 is er een downloadversie uitgegeven ter ere van het 10-jarige bestaan van de Elder Scrolls serie. Het spel gaat over keizer Uriel Septim VII die door de Imperial Battlemage Jagar Tharn. Deze willen nu de macht overnemen. Ria Silmane, een leerling van Tharn, probeert hem tevergeefs te stoppen. Ze wordt vermoord door Tharn maar heeft nog net genoeg kracht om aan de speler vertellen hoe Tharn te stoppen en de keizer terug te halen. Het spel wordt bediend via het toetsenbord en de muis. Het perspectief wordt getoond in de eerste persoon.

## Ontvangst
| Beoordeeld door       | Jaar | Score |
| --------------------- | ---- | ----- |
| Freegame.cz           | 2004 | 99%   |
| Joystick (French)     | 1994 | 91%   |
| PC Gamer              | 1994 | 88%   |
| PC Games (Duitsland)  | 1994 | 86%   |
| PC Player (Duitsland) | 1994 | 82%   |
| High Score            | 1994 | 80%   |
| RPGFan                | 2006 | 80%   |
| Abandonia Reloaded    | 2005 | 76%   |
| PC Zone               | 1994 | 62%   |
| Legendra              | 2010 | 60%   |

In 1995 werd het spel door Computer Gaming World verkozen  tot RPG van het jaar.